# Le Concert lorrain
Le Concert lorrain est un ensemble de musique baroque à géométrie variable. Il propose différents types de programmes de deux à une trentaine d'instrumentistes, avec chœurs. Ensemble associé à la Cité musicale Metz, il est en résidence à l’Arsenal depuis 2005.
Le Concert lorrain a été créé afin de valoriser le patrimoine local et réaliser un travail musicologique de découverte.

## Histoire et répertoire
En 2000, la claveciniste Anne-Catherine Bucher crée Le Concert lorrain et devient directrice artistique de l’ensemble.
En 2004, le violoncelliste Stephan Schultz rejoint l’ensemble et en devient codirecteur artistique à partir de 2006. Cette codirection bi-culturelle franco-allemande permet la rencontre entre deux patrimoines d'une part avec la création de projets pédagogiques par Anne-Catherine Bucher et d'autre part, avec la direction des tournées européennes classiques par Stephan Schultz.
Ensemble important dans la Grande Région, Le Concert lorrain se produit régulièrement sur de grandes scènes nationales et internationales, notamment en 2012 lorsque Christoph Prégardien le choisit pour sa première tournée en tant que chef. Ainsi, de 2012 à 2013, une première grande tournée européenne est entamée : la Passion selon saint Jean et de nombreux endroits prestigieux accueillent l’ensemble tels que la Philharmonie du Luxembourg, la Philharmonie de Varsovie, le Palais des Congrès de Lucerne, la Cité de la musique à Paris, la Musikverein à Vienne, le NH Lingotto à Turin, le Concertgebouw à Amsterdam...
Plusieurs autres grands chefs ont également dirigé l’orchestre tels que Hans-Christoph Rademann, Pierre Cao, Daniel Reuss...
La structure travaille aussi de manière régulière avec des artistes de renommée internationale comme Peter Kooij, Chouchane Siranossian, Andreas Scholl, Joanne Lunn, Robin Blaze, ou encore Damien Guillon...
Enfin, Le Concert lorrain s’est produit dans de nombreux festivals tels que le Festival de la Chaise-Dieu, le Festival de musique sacrée d’Oslo, le Festival Oude Muziek, le Rheingau Musik Festival ou encore le Festival de Froville.
En 2015, Le Concert lorrain participe à l’inauguration de la Philharmonie de Paris.
Depuis 2016, une tournée de Noël est organisée chaque année, notamment à la Philharmonie du Luxembourg.
En 2019, le spectacle Passion selon Brockes de Haendel est mis en place et donne lieu à un enregistrement ainsi qu’à un concert en Italie. Cette grande production qui compte plus de 80 personnes est dirigée par Stephan Schultz et marque ses débuts en tant que chef d’orchestre de l’ensemble.
En 2020, le chœur du Concert lorrain est créé. L’ensemble devient donc à la fois chœur et orchestre.
2020 marque également les 20 ans du Concert lorrain qui, pour l’occasion, invite Peter Kooij lors d’un concert au Temple neuf de Metz.

## Actions culturelles

### Cafés baroques
Depuis sa création, l’ensemble est associé à l’Arsenal de Metz. Celui-ci accueille depuis quelques années les Cafés baroques qui se déroulaient initialement dans le caveau des Trinitaires. Ceux-ci consistent en des concerts-conférences commentés par Anne-Catherine Bucher. La claveciniste choisit un thème, un compositeur, et le commente. Six Cafés baroques ont notamment été mis en place sur le thème des Variations Goldberg de Bach. Organisés à l’origine chaque premier mercredi du mois à la pause méridienne, ces Cafés baroques sont devenus des Apéros baroques organisés les samedis soir à l’Arsenal de Metz. Le but de cette initiative est de rendre accessible la musique baroque au plus grand nombre. Le Concert lorrain est toujours à la recherche de nouvelles formes de concerts à proposer et de nouveaux publics à rencontrer.

### Académie de musique baroque
Chaque année, l’Académie de musique baroque est organisée. Il s’agit d’une formation au métier de musicien professionnel spécialisé dans la musique baroque. Les chanteurs et instrumentistes présents sont formés par Peter Kooij et Stephan Schultz. L’objectif de cette académie est d’approfondir leur connaissance de la musique baroque allemande et française (technique vocale et ornementation, prononciation et rhétorique, réalisation de la basse continue, interprétation des parties instrumentales obligées, etc.). La formation se clôture par un concert à Saint-Pierre-aux-Nonnains, à Metz.

### Actions pédagogiques
Le Concert lorrain développe également de nombreuses actions pédagogiques sur le territoire régional : académie pour amateurs et jeunes professionnels, intervention dans le milieu scolaire, initiation à la danse et à la musique ancienne, projets pédagogiques...
En 2010, le projet « Faites du baroque ! » est mis en place. L’initiative a regroupé 246 enfants de 11 classes d’écoles primaires de Moselle, et a débouché sur des concerts joués dans toute la région.
Stephan Schultz propose également régulièrement des concerts pédagogiques, en particulier les « Rentrées en musique ». 

## Discographie
- Goldberg Variationen de Jean-Sébastien Bach (2019)
- Israël en Égypte de Georg Friedrich Haendel, enregistrement live sous la direction de Roy Goodman (2014)
- Les Sirènes, cantates de Thomas-Louis Bourgeois, avec la soprano Carolyn Sampson (2012)
- Les Petits Motets d'Henry Madin (2007) récompensés d’un diapason d’or découverte[17]
- Le Manuscrit des Ursulines de la Nouvelle-Orléans (2002) qui a reçu 5 diapasons et 5 étoiles par la revue « Goldberg »[17]